# 天主教赫里科教區
天主教赫里科教區（拉丁語：Dioecesis Iericoënsis）是哥倫比亞一個羅馬天主教教區，屬麥德林總教區。
教區成立於1915年1月29日（自聖菲德安蒂奧基亞教區分出），1917年2月5日兩教區合併，至1941年7月3日再一分為二。
教區位於安蒂奧基亞省南部十五市。2006年有教友234,000人（佔轄區總人口98.7%）、卅三個堂區、七十六名司鐸。現任教區主教為若瑟·羅伯托·洛佩斯·隆多尼奧。